# Xã West Blue, Quận Fillmore, Nebraska
Xã West Blue (tiếng Anh: West Blue Township) là một xã thuộc quận Fillmore, tiểu bang Nebraska, Hoa Kỳ. Năm 2010, dân số của xã này là 85 người.